# Malvabandspanner
De malvabandspanner (Larentia clavaria) is een vlinder uit de familie van de spanners (Geometridae). De voorvleugellengte bedraagt tussen de 19 en 22 millimeter. De imago kan verward worden met de in Nederland en België veel algemenere bruinbandspanner. De soort komt verspreid over in Europa en Noord-Afrika en van Klein-Azië tot de Kaukasus voor. Hij overwintert als ei.

## Waardplanten
De malvabandspanner heeft als waardplanten heemst en kaasjeskruid.

## Voorkomen in Nederland en België
De malvabandspanner is in Nederland een zeer zeldzame en in België een zeldzame soort, die verspreid over het hele gebied kan worden gezien. De vlinder kent jaarlijks twee generaties die vliegen van eind augustus tot november.